# Daniel Maldonado Bravo
Daniel Eduardo Maldonado Bravo (Lima, 6 de noviembre de 1980) es un exfutbolista peruano. Jugaba de delantero. Tiene 44 años.

## Trayectoria
Formado en las divisiones menores de Universitario, sus primeros años los pasa jugando en la Segunda División del Perú con los equipos Virgen de Chapi y América Cochahuayco, donde obtiene el título de goleador. En el año 2003 Universitario lo llama para formar parte de su primer equipo. Sin muchas oportunidades de jugar prueba suerte en otros equipos como el Grau-Estudiantes y el Unión Huaral, donde logra destacar, lo que motiva que la "U" lo reincorpore. Desde entonces inicia un periplo por diversos clubs como José Gálvez, Sport Boys, Melgar, Atlético Minero y el Inti Gas en la segunda división, club con el que logra el ascenso a primera. 
Para el 2009 fue contratado por el Coronel Bolognesi de Tacna, equipo con el que perdería la categoría. Fichó por el Atlético Torino de la Segunda División a fines de febrero de 2010, pero fue dado de baja antes del inicio del torneo.

## Clubes
| Club                 | País | Año         |
| -------------------- | ---- | ----------- |
| Virgen de Chapi      | Perú | 2000        |
| América Cochahuayco  | Perú | 2001-2002   |
| Universitario        | Perú | 2003        |
| Grau-Estudiantes     | Perú | 2004        |
| Unión Huaral         | Perú | 2004-2005   |
| Universitario        | Perú | 2005        |
| José Gálvez FBC      | Perú | 2006        |
| Sport Boys           | Perú | 2006        |
| FBC Melgar           | Perú | 2007        |
| Atlético Minero      | Perú | 2008        |
| Inti Gas             | Perú | 2008        |
| Coronel Bolognesi FC | Perú | 2009        |
| Alianza Atlético     | Perú | 2010 - 2011 |
| UTC de Cajamarca     | Perú | 2012        |
| Unión Huaral         | Perú | 2014        |

## Palmarés
| Título           | Club     | País | Año  |
| ---------------- | -------- | ---- | ---- |
| Segunda División | Inti Gas | Perú | 2008 |